# Ann Bassett
Compléments
- Association avec des hors-la-loi, notamment le gang de la Wild Bunch de Butch Cassidy
- Liaison avec Butch Cassidy et Ben Kilpatrick
- Petite amie présumée du Sundance Kid sous l'alias Etta Place

Ann Bassett (12 mai 1878 – le 8 mai 1956), aussi connue sous le nom de Queen Ann Bassett, est une éleveuse renommée de la Conquête de l'ouest, et avec sa sœur Josie Bassett, fut une associée de hors-la-loi, en particulier ceux de la Wild Bunch de Butch Cassidy.

## Jeunesse
Ann Bassett est la seconde fille de Herb Bassett et Elizabeth Chamberlain Bassett près de Browns Park, dans le Colorado, mais a grandi dans l'Utah. Sa sœur Josie est né en 1874. Herb Bassett avait vingt ans de plus que sa femme Elizabeth Chamberlain Bassett, et le couple s'installe à Browns Park au début de 1888.
Herb Bassett a un élevage bovin rentable à cheval sur l'Utah, le Wyoming et le Colorado. Il fait souvent des affaires avec des hors-la-loi notoires de l'époque, tels que Butch Cassidy, Harvey "Kid Curry" Logan, et Black Jack Ketchum, leur vendant des chevaux et du bœuf comme provision. Le parc, du nom de Browns Park, était un refuge pour les hors-la-loi longtemps avant de Butch Cassidy et les autres commencent à y faire transiter du bétail volé. Pendant des décennies des chevaux volés ont transité par le parc jusqu'aux communautés minières florissantes dans l'est du Colorado. Ann et Josie Bassett sont toutes les deux des jeunes femmes séduisantes, bien élevées par leur père aux arts de l'équitation, de la corde, et du tir. Toutes les deux ont été éduquées dès le début dans pensionnats renommés, sont intelligentes et s'expriment bien, mais elles choisissent de retourner à la vie de ferme. De nombreux récits indiquent que les sœurs ont toujours préféré les activités de cowboy à celles de dames.
À l'âge de 15 ans, Ann Bassett commence une relation avec Butch Cassidy. Sa sœur Josie a une liaison avec Elzy Lay. Les hors-la-loi Ben Kilpatrick et Will "News" Carver, qui seront tous les deux plus tard membres de la Wild Bunch, sont aussi sortis avec les deux sœurs. Ces relations sont la première exposition des Bassett à des hors-la-loi.

## Association avec des hors-la-loi
En 1896, plusieurs riches barons du bétail dans la région tentent d'acheter leur ranch aux Bassett. Lorsqu'elles refusent, les barons commencent à voler leur bétail. Ann et sa sœur Josie, en retour, leur volent du bétail. Cela conduit à une vendetta, et aboutit à l'embauche du tueur à gages Tom Horn par les éleveurs bovins pour traiter avec ce qu'ils jugent être des criminels. Horn élimine plusieurs voleurs de bétail connus pendant un temps, mais ne prend aucune mesure contre les Basset. Bien qu'il ait également tué en 1900 deux voleurs connus pour être associés avec la famille Bassett, Isom Dart et Matt Rash (un cow-boy texan aux cheveux blonds), ce n'est pas lié au conflit des Bassett avec leurs voisins.
En 1896, Josie Bassett est fortement investie dans sa relation avec Elzy Lay, l'ami le plus proche de Cassidy. Josie a été également en relation avec Cassidy peu après sa libération de dix-huit mois de prison, période pendant laquelle Ann fut en couple avec Ben Kilpatrick. Lorsque Elzy Lay commence à sortir avec une femme nommée Maude Davis, Josie se lie avec Will "News" Carver, et Ann reprend sa relation avec Cassidy. Par le biais de leurs relations avec les hors-la-loi, et en échange de leur approvisionnement en viande et en chevaux frais de leur ranch, les deux sœurs obtiennent l'aide de Cassidy et son gang pour s'occuper de certains éleveurs bovins qui font pression sur elles pour vendre.
Cette association a été un moyen de dissuasion qui a empêché les cowboys embauchés pour harceler les sœurs de le faire, par crainte de représailles de la part des hors-la-loi. On a rapporté que Kid Curry, le membre le plus craint de la Wild Bunch, aurait une fois rendu visite à plusieurs cow-boys connus pour être employé par les éleveurs bovins, les avertissant de laisser les Bassett tranquilles. Ce qui ne peut pas être confirmé, mais bien que les problèmes avec l'association des riches éleveurs ont bien repris en 1902, à la fin de 1899, les problèmes sont rares, et peu de pression est mise sur les sœurs pour vendre leur ranch. Malgré les changements apparemment incessants de couples entre les filles Bassett et les membres du gang, rien n'indique qu'il en ait résulté une quelconque animosité.
Même si les deux sœurs participent à la querelle contre le groupe de puissants éleveurs, c'est Ann qui devient de plus en plus connue, les journaux ainsi que ses amis la surnommant "Queen Ann Bassett". Au début de 1897, Bassett rejoint Cassidy à Robbers Roost. Elzy Lay, ayant mis fin à sa relation avec Josie Bassett, les rejoint avec sa petite amie et future femme Maude Davis. Selon les rapports de l'époque, Bassett et Davis sont deux des cinq femmes jamais admises à la planque de Robbers Roost, les trois autres étant Josie Bassett, la petite amie du Sundance Kid Etta Place, et la membre de la Wild Bunch Laura Bullion.
En avril 1897, les deux femmes sont renvoyées chez elles, Cassidy et sa bande pouvant ainsi se concentrer sur leur prochain braquage. Cassidy continuera plus ou moins à sortir avec Bassett pendant quatre ans, la voyant à chaque fois qu'il sera près de son ranch. Leur relation durera en totalité environ sept ans, mais sera interrompue souvent, lui étant éloigné, et pendant dix-huit mois quand il est en prison à partir de 1894, au cours desquels elle a une relation avec Ben Kilpatrick.
En 1903, Bassett épouse un éleveur du nom de Henry Bernard. Peu de temps après le mariage, elle est arrêtée pour vol de bétail. Elle assiste à son procès, et est acquittée et libérée. Le mariage dure six ans, se terminant par un divorce, Bernard aidant Bassett et sa sœur Josie à entretenir leur ranch.
En 1904, la plupart des hors-la-loi associés aux filles Bassett sont morts ou capturés par les représentants de la loi. Ann Bassett n'a jamais revu Cassidy après son départ pour l'Amérique du Sud. Plusieurs autres hors-la-loi de gangs moins connus vont et viennent à la ferme, généralement uniquement pour obtenir de la viande bovine ou des chevaux frais, et avoir un endroit pour loger quelques jours. Elzy Lay serait revenu au ranch en 1906, peu après sa sortie de prison, avant de s'installer en Californie, où il vécut le reste de sa vie comme un homme d'affaires respectable. Herb Bassett meurt le 30 juillet 1918.

## Fin de vie
Ann Bassett se remarie en 1928 à l'éleveur Frank Willis. Le couple reste dans l'Utah, où il s'occupe d'un ranch. Elle y passera le restant des jours. Willis l'aurait aimée profondément, et les deux ont travaillé étroitement dans leur entreprise. Avant sa mort, elle a demandé à être incinérée et que ses restes soient dispersés à travers sa ville natale dans le nord de l'Utah. Cependant, Willis aurait été extrêmement affligé par sa mort, et aurait été incapable de mener à bien cette tâche, gardant ses cendres dans sa voiture pour le reste de sa vie. Quand il est mort en 1963, ce sont des amis et de la famille qui ont enterré ses cendres dans un endroit tenu secret à Browns Park.

## Connexion supposée Ann Bassett-Etta Place

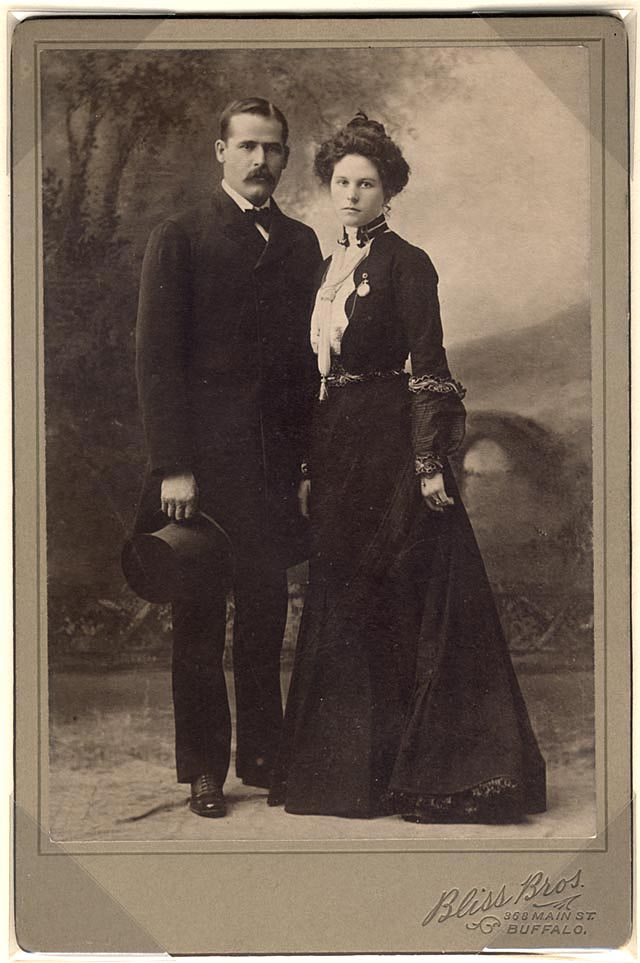
Le Sundance Kid et Etta Place en 1901.

Ann Bassett est souvent présumée être Etta Place, la petite amie du Sundance Kid, qui disparait mystérieusement de tous les documents publics en 1909, peu après la mort de celui-ci. Selon cette hypothèse, Bassett aurait mené une double vie, sortant avec Cassidy comme Ann Bassett, et avec le Sundance Kid comme Etta Place. Cela signifierait qu'elle était en relation avec les deux hors-la-loi en même temps, apparemment avec leur pleine connaissance, mais vers 1900, en leur compagnie, elle apparaissait simplement sous le nom de Place Etta.
Ann Bassett et Etta Place se seraient connues et auraient été à la planque de Robbers Roost en même temps à plus d'une occasion. Les rapports de Pinkerton donnent des descriptions presque identiques des deux femmes, répertoriant pour toutes les deux un look classique, un discours articulé et intelligent, la même couleur de cheveux, les décrivant toutes deux comme bonnes avec un fusil et à cheval, et comme débauchées, les deux ayant pris plusieurs amants. En comparant la meilleure photographie légale de Place avec la meilleure photographie de Bassett, les deux femmes pourraient être confondues l'une avec l'autre. Les deux sont jolies, avec des caractéristiques faciales, la couleur des cheveux, et la construction physique similaires. Le livre de Michael Rutters Bad Girls décrit comment Bassett a souvent inventé un accent de la Nouvelle-Angleterre afin de paraître plus cultivée. De même, on dit que Place avait précisé qu'elle était de la côte Est, bien qu'elle n'ait jamais révélé un endroit exact.
Le Dr Thomas G. Kyle, du Groupe de recherche informatique du Laboratoire national de Los Alamos, qui avait précédemment effectué de nombreuses comparaisons pour les agences de renseignement du gouvernement, a effectué une série de tests sur des photographies d'Etta Place et Ann Bassett. Leurs traits coïncident et les deux ont la même cicatrice ou la même mèche rebelle au sommet de leur front. Il en a conclu qu'il ne pouvait y avoir aucun doute raisonnable sur le fait qu'elles étaient la même personne.
L'auteur et chercheur Doris Karren Burton indique dans son livre de 1992, Queen Ann Bassett: Alias Etta Place que quand Bassett est absente des documents historiques, Place voyage activement avec Cassidy et le Sundance Kid / Harry Longabaugh, et quand Place est absente des documents historiques, Bassett est visible.
Cependant, Burton n'a pas tenu compte des cas documentés montrant que Bassett avait été aux États-Unis à la même période où Etta Place est connue pour avoir été en Amérique du Sud. Alors que Place était en Amérique du Sud avec Cassidy et Longabaugh en 1903, Bassett était en état d'arrestation pour vol de bétail dans l'Utah. De plus, elle était aussi récemment mariée. D'autre part, Place était parti pour l'Amérique du Sud avec Longabaugh en août de 1902, pour ne pas retourner aux États-Unis, spécifiquement à New York, avant l'été de 1904. Pendant ce temps, Bassett était mariée, incarcérée, jugée, et libérée sur une période de plusieurs mois en 1903. Bassett n'a jamais prétendu avoir été Etta Place, même dans ses mémoires.